# Ama-e
Ama-e, cirka 2330 f.Kr., var en sumerisk affärsidkare. Hon tillhör de första affärskvinnor det finns mer omfattande information kring. 
Ama-e levde i staden  Umma i Sumer under Sargon av Akkads regeringstid och var gift med en man vid namn Ur-Sara. Det finns en detaljerad information om hennes omfattande affärsverksamhet bevarad i det så kallade Ur-Saras familjearkiv. 
Ama-e arrenderade land, uppenbarligen av kronan, och övervakade jordbruk. Hon investerade i fastigheter för olika ändamål, och handlade med korn och metall, investerade i andra personers affärsprojekt och hade ett nät av affärsagenter genom vilka hon sålde och köpte livsmedel, parfym, ved, silver och ull.  
Att kvinnor ägnade sig åt affärer bedöms inte ha varit ovanligt vid denna tid, snarare tycks det ha varit en naturlig utvidgning av hushållet, som var ekonomins centrum vid denna tid, och övervakningen av dess resurser, som var kvinnans uppgift. Åtskilliga fler kvinnor har dokumenterats från affärstransaktioner i både hennes samtid och även tidigare, men i de flesta fall omnämns de enbart som namn i enstaka affärsdokument, och Ama-e är den första affärskvinna om vilken man har omfattande information, som inte var vare sig kunglig eller en prästinna. 